# أوصرة
أوصرة قرية أردنية في شمال غرب مدينة عجلون، تبعد عنها 17 كم تتبع إداریاً لقضاء عرجان، أحد أقضیة محافظة عجلون، وأوصرة هي مركز القضاء. ترتفع عن سطح البحر حوالي 850 متر .تشتهر بزراعة الزيتون والعنب والتين واللوز، ومعظم أراضيها تطل على جبال فلسطين من بعيد، وهي من أصغر قرى محافظة عجلون.
أنشأ أول مجلس قروي في أوصرة عام 1981 م، ثم تحول المجلس القروي إلى بلدیة عام 1996 م، وبعد ذلك أصبحت أوصرة إحدى القرى التي تضمھا بلدیة العیون، أما القرى الأخرى التي تضمھا البلدیة فھي: راسون وعرجان وباعون

## التسمية
كلمة أوصرة تعني في اللغات السامیة:مكان جمع وخزن الحبوب أو مكان الكنز، فكلمة أوصر بالعبریة: خزینة أو خزانة أو ثروة أو كنز. وتقابل بالعربیة: أیصر وتعني: الكساء الذي یملأ من الكلأ ویشد. وبالسریانیة: مخزن القمح.

## السكان
بلغ عدد سكان أوصرة حسب إحصاء عام 2004 م 1704 نسمة ینتمون إلى عشائر: البعیرات والقرشي  وكلا العشيرتين تنتميان لجد واحد. وكان القرشي أو البعيرات قد سكنوا أولا في خربة (أم الجلود) الواقعة قرب الطریق الرئیسیة بین عنجرة وساكب حول القرن الثامن عشر بعد سيطرة آل سعود على الحجاز عام 1805 وطردها لعدد من العائلات من بني قريش التي حاربت مع الأشراف الهاشميين، فاتجهت للأراضي التي كانت تحت الحكم العثماني في ذلك الوقت. وقد تصادف وصولهم إلى منطقة أم الجلود وجود معارك بين عشائر جبل عجلون ودير أبو سعيد، حيث وقفوا مع الفريحات شيوخ جبل عجلون في ذلك الوقت، ويبدو حسب التراث الشفهي أن لأحد أجداد القرشي/ البعيرات دوراً فعالا في انتصار الفريحات في تلك الحرب، الأمر الذي دفع شيخ الفريحات إلى إقطاعهم خربة أوصرة التي صارت قرية لهم. كما يُذكر أن اسم البعيرات هو الاسم الذي أُلحق بتلك المجموعة من القرشيين لأنهم لم يكونوا عند وصولهم إلى أم الجلود من الفلاحين أو أصحاب الأراضي، لذلك كانوا يلتقطون الزيتون الباقي من الحصاد بما يسميه السكان المحليون بال "تبعّر"، فسماهم من حولهم بعيرات نسبة للفعل. لكن صيحة الحرب أو ال"فزعة" الخاصة بهم بقيت "بني قريش".